# Overlea
Overlea est une census-designated place américaine située dans l’État du Maryland, dans la périphérie de Baltimore, dans le comté de Baltimore. Sa population s’élevait à 12 275 habitants lors du recensement de 2010. La superficie totale de la localité est de 8 km2.

## Source
- (en) Cet article est partiellement ou en totalité issu de l’article de Wikipédia en anglais intitulé « Overlea, Maryland » (voir la liste des auteurs).